# Stjärnornas stjärna
Stjärnornas stjärna var ett svenskt TV-program som sändes tre säsonger på TV4, där första säsongen sändes under våren 2018 och den senaste 2020. I programmet tävlade åtta artister i genrer de inte var vana vid att sjunga. Varje program hade en eller två genrer som tema och artisternas uppgift var att göra en cover på en känd låt i den genren. Den deltagare som varje vecka fick minst antal tittarröster tvingades lämna tävlingen tills det bara var två kvar i finalen. En expertpanel, samt en ny gästdomare varje vecka, gav feedback på respektive artists framträdande.
Ingen säsong av Stjärnornas stjärna producerades 2021 och för närvarande finns inga planer på att återuppta programmet.

## Säsonger
I tabellen nedan ses information om respektive säsong. 
| Säsong | Säsong | Avsnitt | Säsongsstart | Säsongsavslutning | Deltagare | Vinnare          |
| ------ | ------ | ------- | ------------ | ----------------- | --- | ---------------- |
|        | 1      | 8       | 17 mars 2018 | 5 maj 2018        | Casper Janebrink, Ola Salo, LaGaylia Frazier, Tommy Nilsson, Wiktoria, Roger Pontare, Linda Pira, Ace Wilder      | Casper Janebrink |
|        | 2      | 8       | 16 mars 2019 | 4 maj 2019        | Andreas Weise, Mariette, Peter Larsson, Renaida, Jakob Samuel, Plura, Andreas Lundstedt, Shirley Clamp            | Andreas Weise    |
|        | 3      | 8       | 14 mars 2020 | 2 maj 2020        | David Lindgren, Jon Henrik Fjällgren, Elisa Lindström, Jessica Andersson, Mapei, Nicke Borg, Nano, Amanda Winberg | David Lindgren   |